# Институт сварки Эдисона
Институт сварки Эдисона (EWI) является некоммерческой  организацией по разработкам, испытанию и внедрению передовых производственных технологий в промышленности. Его штаб квартира находится  в городе Колумбус, штат Огайо, США. Институт занимается прикладными исследованиями, поддержкой производства  и представлением услуг ведущим производителям аэрокосмической, автомобильной, оборонной, энергетической, тяжёлой промышленности, в медицинской и электронной отраслях.
В институте работает около 150 сотрудников института. Институт имеет множество патентов на различные материалы, работы и технологии свароного производства.

## История
Организация была основана в 1984 году в научно-исследовательском парке Университета  штата Огайо. Губернатор Огайо Ричард Селеста был инициатором создания института,   выступив с инициативой поддержки сварочных и создания центра, в котором могли проводиться научные исследования и разработки.
В настоящее время институт  является одним из ведущих учреждений по инженерно-инновационным технологиям современного производства в Северной Америке.
Офисы и лаборатории института находятся в городе Колумбус, штат Огайо, в Детройте, Вашингтоне и Буффало, Нью-Йорк.

## Внешние ссылки
- http://www.ewi.org/ Архивная копия от 5 декабря 2006 на Wayback Machine : сайт Института сварки Эдисона